# Jakob Christ (Mediziner)

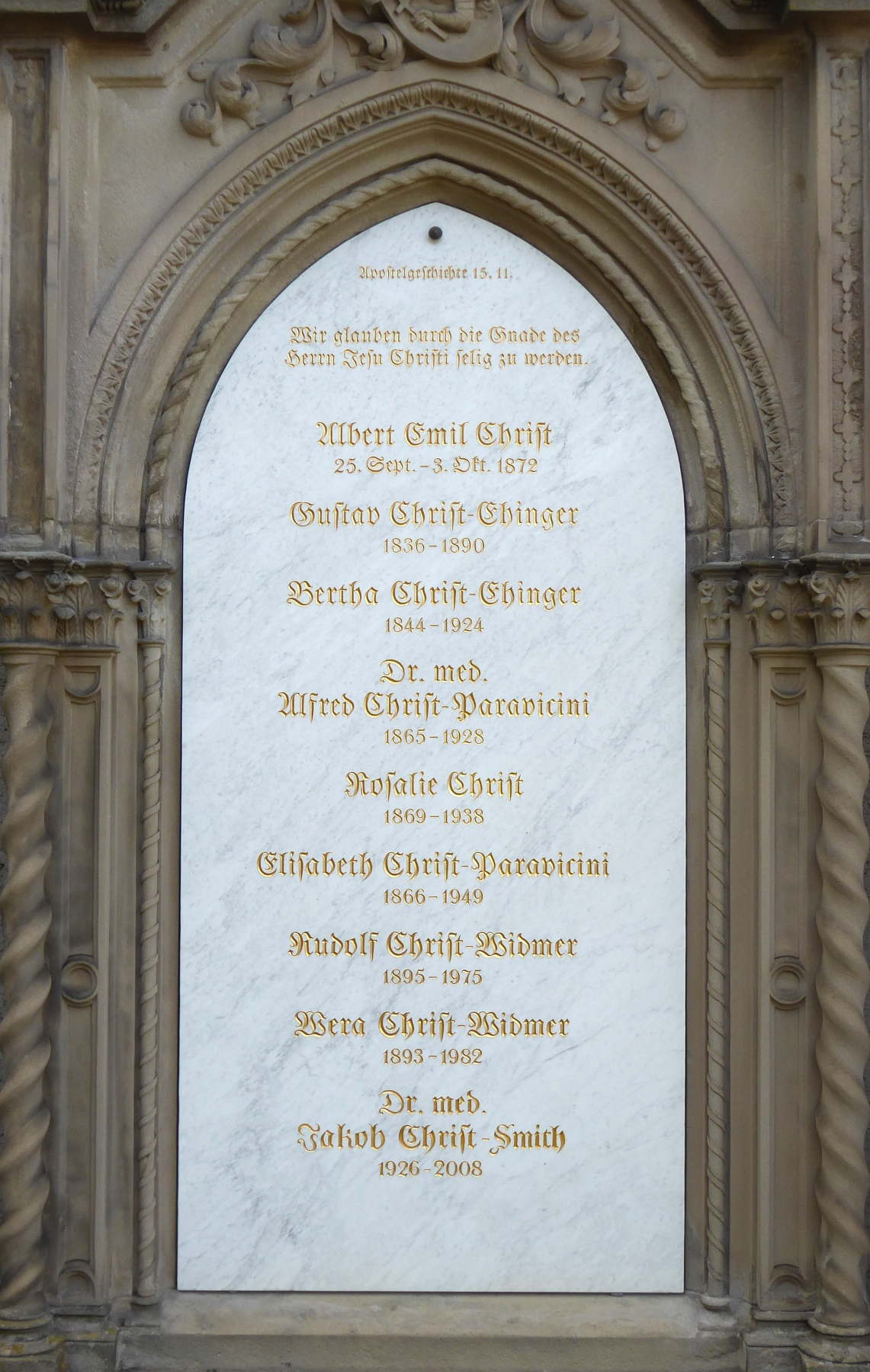
Grab auf dem Wolfgottesacker in Basel

Jakob Remigius Christ (* 10. Februar 1926 in Langenbruck; † 17. März 2008 in Basel) war ein Schweizer Psychiater.

## Leben und Wirken
Jakob Christ war der Sohn des Arztes Anton Leonhard Christ und dessen Ehefrau Annie Alice geborene Kambli. Er wuchs mit drei Brüdern in Langenbruck auf. Sein Grossvater Alfred Christ-Paravicini (1865–1928) war ebenfalls Arzt und 1896 Gründer des ersten Schweizer Tuberkulose-Sanatoriums in Langenbruck, das später von Anton Leonhard Christ geleitet wurde.
Jakob Christ besuchte das Gymnasium in Basel und begann ein Medizinstudium, das er in Amsterdam fortsetzte. Das Staatsexamen legte er 1951 in Lausanne ab. 1952 wurde er an der Universität Zürich bei Manfred Bleuler mit einer Arbeit zur Psychopathologie der Addisonschen Krankheit zum Dr. med. promoviert.
Danach wanderte er in die Vereinigten Staaten aus. Sein Sohn aus der Ehe mit der 1952 verstorbenen ersten Ehefrau Cornelia van der Horst wurde von Verwandten in Amsterdam aufgezogen. Christ arbeitete zunächst als Assistent an einer psychiatrischen Klinik in Richmond, ab 1953 in New York und ab 1954 in New Haven. Ab 1955 wollte er für die Einbürgerung einen Militärdienst ableisten und arbeitete bis 1957 als Psychiater bei der Marine in Boston. In dieser Zeit machte er bei Helene Deutsch eine Lehranalyse. 1957 wurde er Oberarzt an einer psychiatrischen Klinik in Boston, ausserdem arbeitete er in der Lehre und betrieb eine eigene Praxis. Nachdem 1968 seine zweite Ehefrau Barbara Fierke verstarb, mit der er zwei Töchter und einen Sohn hatte, ging er 1969 nach Atlanta. Er arbeitete an mehreren Kliniken und begann, sich mit sozialpsychiatrischen Behandlungsmethoden zu befassen. In Zusammenarbeit mit bekannten Medizinern wie Theodore Lidz, Fritz Redlich, Alfred Stanton, Morris Schwartz, Robert Rapoport und Gerald Caplan beschäftigte er sich mit der Entwicklung von Methoden wie der Milieutherapie, der Gruppenpsychotherapie, der Familien- und Paartherapie und der Krisenintervention.
1978 liess er sich von seiner dritten Ehefrau Mary Hill scheiden, ging 1979 mit Jane Lippincott Smith seine vierte Ehe ein und verzog wieder in die Schweiz. Dort wurde er neben Theodor Cahn zweiter Chefarzt an der Kantonalen Psychiatrischen Klinik Basel-Landschaft in Liestal. Mit seinen in den Vereinigten Staaten gesammelten Erfahrungen in der Sozialpsychiatrie arbeitete er an einer Verbesserung der ambulanten Versorgung psychisch kranker Patienten. 1980 wurde eine Beratungsstelle der Externen Psychiatrischen Dienste gegründet, deren Chefarzt er wurde. Es wurden eine Tagesklinik in Liestal eingerichtet und Gesprächsgruppen, Wohngemeinschaften und Beratungsstellen der Drogenhilfe in Liestal und im Bruderholzspital organisiert. 1991 wurde er pensioniert. Jakob Bösch übernahm seine Stelle als Chefarzt.
Von 1980 bis 2001 unterrichtete Jakob Christ in Basel an der Hochschule für Pädagogik und Soziale Arbeit Psychopathologie und Sozialpsychiatrie. Er führte eine Privatpraxis in Basel und war Mitglied des Vorstandes der Schweizerischen Gesellschaft für Sozialpsychiatrie. Aus seiner vierten Ehe hatte er einen Sohn und eine Tochter.
Jakob Christ fand seine letzte Ruhestätte auf dem Wolfgottesacker in Basel.

## Schriften
- Zur Psychopathologie des Morbus Addison. Dissertation. Universität Zürich 1952, DNB 571888798.
- mit Ulrike Hoffmann-Richter: Therapie in der Gemeinschaft. Gruppenarbeit, Gruppentherapie und Gruppenpsychotherapie im psychiatrischen Alltag. Psychiatrie-Verlag, Bonn 1997, ISBN 978-3-88414-203-5.
- Erlebte Sozialpsychiatrie. Von amerikanischen Anfängen und europäischen Traditionen. Autobiografie. Psychiatrie-Verlag, Bonn 2002, ISBN 978-3-88414-302-5.